# Colby (hrabstwo Marathon)

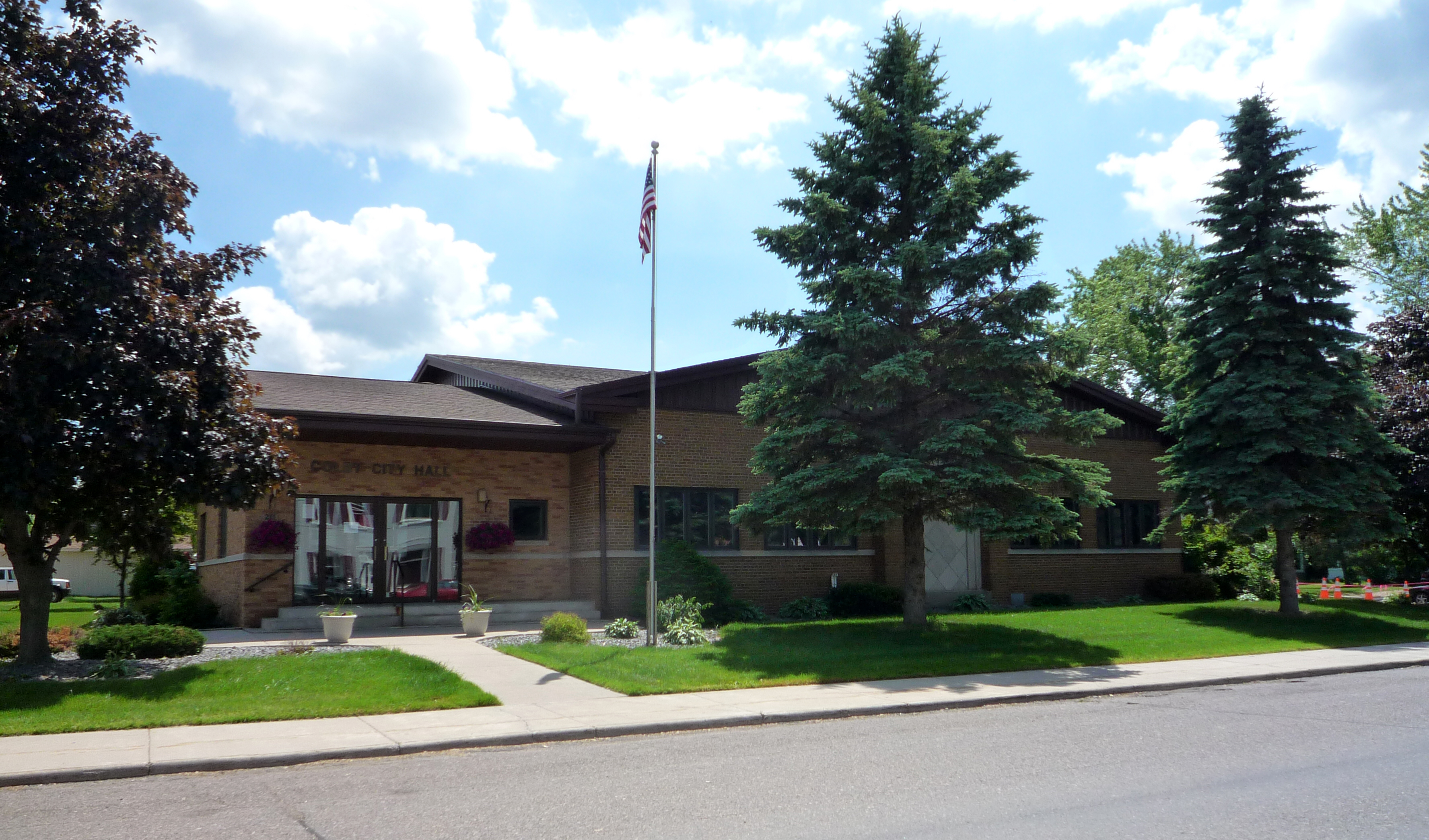
Ratusz w Colby

Colby – miasto w Stanach Zjednoczonych, w stanie Wisconsin, w hrabstwie Marathon.